# Ángelo Padilla
Ángelo Alfonso Padilla Barahona (n. Ciudad de Guatemala, Guatemala, 5 de marzo de 1988) es un futbolista guatemalteco. Juega como delantero y su actual equipo es el Deportivo Petapa de la Liga Nacional de Guatemala, también hubo una época en la que vendió shucos ya que en su club no le pagaban.

## Carmelita
En su debut con la Asociación Deportiva Carmelita anotó un doblete, ambos de penal en los minutos 27 y 49, para darle el triunfo a su equipo 2 x 0 sobre Limón FC en la primera jornada del Torneo de Invierno 2014.

## Selección nacional
Con la Selección Nacional de Guatemala ha disputado 4 partidos y tiene un gol anotado. Su debut fue el 11 de noviembre de 2011 en un partido eliminatorio contra Granada, el marcador fue favorable a los chapines 3 x 0 y Padilla marcó el tercer gol. 

### Goles con selección nacional
| Gol | Fecha                   | Sede                                                 | Oponente | Marcador | Resultado | Competencia  |
| --- | ----------------------- | ---------------------------------------------------- | -------- | -------- | --------- | ------------ |
| 1.  | 12 de noviembre de 2011 | Estadio Mateo Flores, Ciudad de Guatemala, Guatemala | Granada  | 3 - 0    | 3 – 0     | Eliminatoria |

## Estadísticas

### Clubes
La siguiente tabla detalla los encuentros disputados y los goles marcados por Padilla en los clubes en los que ha militado.
| Club                                              | Temporada           | Liga | Liga | Copas Nacionales * | Copas Nacionales * | Copas Internacionales ** | Copas Internacionales ** | Total | Total |
| Club                                              | Temporada           | PJ   | G    | PJ                 | G                  | PJ                       | G                        | PJ    | G     |
| ------------------------------------------------- | ------------------- | ---- | ---- | ------------------ | ------------------ | ------------------------ | ------------------------ | ----- | ----- |
| Universidad de San Carlos · Guatemala             | 2010 - 2011         | 0    | 2    | 0                  | 0                  | 0                        | 0                        | 0     | 2     |
| Universidad de San Carlos · Guatemala             | 2011 - 2012         | 0    | 0    | 0                  | 0                  | 0                        | 0                        | 0     | 0     |
| Universidad de San Carlos · Guatemala             | Total               | 0    | 0    | 0                  | 0                  | 0                        | 0                        | 0     | 0     |
| Club Social y Deportivo Suchitepéquez · Guatemala | 2011 - 2012         | 14   | 1    | 0                  | 0                  | 0                        | 0                        | 14    | 1     |
| Club Social y Deportivo Suchitepéquez · Guatemala | 2012 - 2013         | 16   | 2    | 0                  | 0                  | 0                        | 0                        | 16    | 2     |
| Club Social y Deportivo Suchitepéquez · Guatemala | Total               | 30   | 3    | 0                  | 0                  | 0                        | 0                        | 30    | 3     |
| Puntarenas Fútbol Club · Costa Rica               | 2012 - 2013         | 19   | 3    | 0                  | 0                  | 0                        | 0                        | 19    | 3     |
| Puntarenas Fútbol Club · Costa Rica               | 2013 - 2014         | 13   | 3    | 0                  | 0                  | 0                        | 0                        | 13    | 3     |
| Puntarenas Fútbol Club · Costa Rica               | Total               | 32   | 6    | 0                  | 0                  | 0                        | 0                        | 32    | 6     |
| Club Social y Deportivo Municipal · Guatemala     | 2014                | 6    | 0    | 0                  | 0                  | 0                        | 0                        | 6     | 0     |
| Club Social y Deportivo Municipal · Guatemala     | Total               | 6    | 0    | 0                  | 0                  | 0                        | 0                        | 6     | 0     |
| Asociación Deportiva Carmelita · Costa Rica       | 2014                | 16   | 6    | 0                  | 0                  | 0                        | 0                        | 16    | 6     |
| Asociación Deportiva Carmelita · Costa Rica       | Total               | 16   | 6    | 0                  | 0                  | 0                        | 0                        | 16    | 16    |
| Total en su carrera                               | Total en su carrera | 84   | 28   | 0                  | 0                  | 0                        | 0                        | 84    | 28    |

## Palmarés
| Título        | Club                              | Resultado  |
| ------------- | --------------------------------- | ---------- |
| Clausura 2014 | Club Social y Deportivo Municipal | Subcampeón |